# Schützenverein Bassum
Der Schützenverein Bassum von 1848 e.V. ist ein Schützenverein aus der niedersächsischen Stadt Bassum im Landkreis Diepholz. Der Verein ist vor allem mit seiner Luftpistolen-Mannschaft erfolgreich, welche Gründungsmitglied der ersten Version der Luftpistolen-Bundesliga war und derzeit an der heutigen auch wieder teilnimmt.

## Geschichte
Der Verein wurde im Jahr 1848 gegründet und bestand zum Zeitpunkt seiner Gründung als freiwillige Bürgerwehr. Die Wandlung fand zum 6. März 1857 statt, als sich aus dieser Bürgerwehr eine Schützengilde entwickelte. Im Jahr 1931 gewann in Hamburg ein Pistolenschütze für den Verein dann erstmals eine deutsche Meisterschaft. Nach dem Ende des Zweiten Weltkriegs wurde der Verein erst einmal durch die Alliierten aufgelöst, schlossen sich die verbleibenden Mitglieder erst einmal dem TSV Bassum an, um sich in einer eigenen Abteilung zu organisieren. Zum Jahr 1950 wurde der Verein daran anschließend wieder eigenständig.
Im Jahr 1984 stieg die Luftpistolen-Mannschaft in die neue Bundesliga auf. Diese Mannschaft erreichte 2003 zudem das Finale des Deutschen Pokals und stieg wieder aus der Verbands- in die Regionalliga auf. Seit spätestens 2013 waren die Luftpistolenschützen wieder in der Bundesliga tätig. Die Bogenschützen sind starteten 2020 in der Regionalliga.